# METLEN Energy and Metals
Die MYTILINEOS Holdings S.A. (griechisch Μυτιληναίος Α.Ε. – Ομιλος Επιχειρήσεων, wörtlich: Mytilineos AG -Unternehmensgruppe) ist ein griechischer Mischkonzern in den Bereichen Metallurgie und Technologie. Sitz der Gesellschaft ist der Athener Vorort Maroussi. Die Aktien des Unternehmens sind im Athex Composite Share Price Index und im FTSE/Athex 20 an der Athener Börse gelistet.

## Konzernstruktur
Mytilineos ging 1990 aus einem gleichnamigen alten Familienunternehmen hervor, das seit 1908 auf dem Gebiet des Hüttenwesens tätig war. Die Aktien des Konzerns werden seit 1995 an der Athener Börse gelistet.
Der Konzern gliedert sich in folgende Geschäftsfelder (Stand 2012):
- Metallgewinnung, Bergbau (Metallurgy & Mining)
- Erneuerbare Energien (Energy)
- EPC-Anlagenbau
- Fahrzeugbau Vehicle Industry

Tochtergesellschaften existieren in Rumänien, der Türkei, Syrien und Pakistan.
Mit dem Erwerb von Aluminium de Grece im Jahr 2005 wurden die Aktivitäten von der Metallgewinnung zur Industrieproduktion ausgeweitet. 2007 wurde in Kooperation mit dem spanischen Energiekonzern ENDESA das Joint Venture Endesa Hellas gegründet. Es dient insbesondere der Ausweitung der im Jahre 2001 begonnenen Aktivitäten auf dem Gebiet der Elektrizitätserzeugung auf Felder der erneuerbaren Energien (Windkraft, Wasserkraft und Photovoltaik).
Der Konzern ist auch Eigentümer der Bleihütte Sometra in Copșa Mică (deutsch Kleinkopisch, ungarisch Kiskapus), einer Kleinstadt in Siebenbürgen, Rumänien, die als größter Umweltverschmutzer Europas angesehen wurde, aber seit 2008 stillgelegt ist.

### Unternehmensbeteiligungen
- Aluminium de Grece
- Delphi-Distomon
- ELVO (Beteiligung 43 %)
- Endesa Hellas (Beteiligung 49,99 %, Joint Venture mit ENDESA, Spanien)
- Hellenic Copper Mines
- Metka (Beteiligung 56,6 %)
- Sometra